# Minas do Leão
Minas do Leão là một đô thị thuộc bang Rio Grande do Sul, Brasil. Đô thị này có diện tích 424,007 km², dân số năm 2007 là 7728 người, mật độ 18,23 người/km².